# Mike Stamm
Mike Stamm (Estados Unidos, 6 de agosto de 1952) es un nadador estadounidense retirado especializado en pruebas de estilo espalda, donde consiguió ser subcampeón olímpico en 1972 en los 100 y 200 metros.

## Carrera deportiva
En los Juegos Olímpicos de Múnich 1972 ganó la medalla de plata en los 100 metros espalda —con un tiempo de 57.70 segundos tras el alemán Roland Matthes (oro con 56.58 segundos)— también plata en 200 metros espalda, de nuevo tras el alemán Roland Matthes; en cuanto a las pruebas por equipo, ganó el oro en los relevos de 4x100 metros estilos (nadando el largo de espalda), por delante de los equipos de Alemania del Este (plata) y Canadá (bronce).